# Чанс (Мериленд)
Чанс (енгл. Chance) насељено је место без административног статуса у америчкој савезној држави Мериленд.

## Демографија
По попису из 2010. године број становника је 353, што је 24 (-6,4%) становника мање него 2000. године.
| Група             | 2000.       | 2010.       |
| Белци             | 283 (75,1%) | 279 (79,0%) |
| Афроамериканци    | 89 (23,6%)  | 66 (18,7%)  |
| Азијати           | 0 (0,0%)    | 2 (0,6%)    |
| Хиспаноамериканци | 2 (0,5%)    | 2 (0,6%)    |
| Укупно            | 377         | 353         |